# Fangzheng
Fangzheng, tidigare stavat Fangcheng, är ett härad som lyder under Harbins stad på prefekturnivå i Heilongjiang-provinsen i nordöstra Kina.